# 嫉妬と不和の攻撃から真理を救う時
『嫉妬と不和の攻撃から真理を救う時』（しっととふわのこうげきからしんりをすくうとき、仏: Le Temps soustrait la Vérité aux atteintes de l'Envie et de la Discorde、英: Time Defending Truth against the Attacks of Envy and Discord）は、17世紀フランスの巨匠ニコラ・プッサンが1641年にキャンバス上に油彩で制作した寓意画である。画家が居住していたローマを離れ、一時的にパリに滞在していた時期 (1640年10月より1642年11月まで) の作品で、リシュリュー枢機卿の邸宅のために天井画として描かれた。作品は1793年以来、パリのルーヴル美術館に展示されている。

## 作品
ルイ13世とフランス政府は「フランスの栄光のために」プッサンにパリで仕事をさせ、フランスの最高目標である政治的社会的一体化を象徴する、統合的な芸術様式の指導者としてプッサンを立てようと考えた。彼は気が進まなかったものの、1640年10月より1642年11月までパリに滞在した。プッサンは、この時期にシモン・ヴーエを中心とするパリ画壇の安易で趣味の良い「中和されたバロック」ともいうべき装飾画の世界に引き入れられ、自身で好む主題を描くことができなかった。
本作もまた、リシュリュー枢機卿のために描かざるをえなかった作品であり、ヴーエへの対抗意識があったと想像される。画面は、「時」の擬人像である翼の生えた老人が若い女性の姿をした「真理」の擬人像を引き上げている情景を表している。「真理」は、罪深き現実の世から永遠の天上の世界に飛翔するところである。2人の右側にいるプットは、「時」のアトリビュート (人物を特定する事物) である、「神性」を表す大鎌とウロボロス (ヘビが円形を形作っている) を持っている。円形は、古代においては「永遠」を示すものであった。
前景に、プッサンは燃える松明と短剣を持つ「不和」(左側) と、緑色がかった肌とヘビの髪の毛を持つ「嫉妬」 (右側) を前面短縮法で描いている。オウディウスの『変身物語』 (II-768) によれば、嫉妬の女神インヴィンディアは、その悪業の糧であるヘビの肉にむしゃぶりつくのが習いであった。「不和」と「嫉妬」は、取り逃がした「真理」という獲物を歯ぎしりしながら眺めている。
この絵画は当然、リシュリュー枢機卿の栄光を示す政治的寓意である。枢機卿は「時」の経過により正当化され、「嫉妬」の攻撃から逃げ、フランス王国の平和と協調を確かなものとするのである。しかし、作品が何ら新たな感動を起こさせない、陳腐なものとなっていることは否めない。